# Бабино (Волховский район)
Ба́бино — деревня в Иссадском сельском поселении Волховского района Ленинградской области.

## История
На карте Санкт-Петербургской губернии Ф. Ф. Шуберта 1834 года упоминается село Покровское, состоящее из 72 крестьянских дворов.

ПОКРОВСКОЕ — село принадлежит генерал-майору Ададурову, число жителей по ревизии: 52 м. п., 41 ж. п.

В оном церковь каменная во имя Покрова Пресвятой Богородицы. (1838 год)

Село Покровское отмечено на карте профессора С. С. Куторги 1852 года.

ПОКРОВСКОЕ — село контр-адмирала Караулова, по просёлочной дороге, число дворов — 13, число душ — 29 м. п. (1856 год)

ПОКРОВСКОЕ — село владельческое при реке Волхове, число дворов — 4, число жителей: 8 м. п., 19 ж. п.;

 Церковь православная. Сельское училище. Кирпичный завод. (1862 год)

В конце XIX — начале XX века село находилось в составе Иссадской волости 2-го стана Новоладожского уезда Санкт-Петербургской губернии.
По данным «Памятной книжки Санкт-Петербургской губернии» за 1905 год село называлось Покров, в нём находилась камера Земского Начальника, а находящаяся смежно с селом деревня Бабино входила в Гутовское сельское общество.
С 1917 по 1923 год деревня Бабино входила в состав Гутовского сельсовета Иссадской волости Новоладожского уезда.
С 1923 года в составе Октябрьской волости Волховского уезда.
С 1924 года в составе Чернавинского сельсовета.
Согласно данным переписи населения СССР 1926 года в деревне Бабино проживали 136 человек — все русские.
С 1927 года в составе Волховского района.
В 1928 году население деревни Бабино также составляло 136 человек.
С 1930 года в составе Иссадского сельсовета. В деревне был организован колхоз, выращивали картофель, капусту, огурцы, морковь. Имелось животноводческое хозяйство.
По данным 1933 года деревня Бабино входила в состав Иссадского сельсовета Волховского района село Покровское в составе Волховского района не значилось.

План деревни Бабино. 1941 год

Согласно топографической карте РККА 1941 года деревня насчитывала 31 двор.
С 1946 года в составе Новоладожского района.
В 1958 году население деревни Бабино составляло 131 человек.
С 1963 года вновь в составе Волховского района.
По данным 1966, 1973 и 1990 годов деревня Бабино также входила в состав Иссадского сельсовета.
В 1997 году в деревне Бабино Иссадской волости проживали 28 человек, в 2002 году — 50 человек (все русские).
В 2007 году в деревне Бабино Иссадского СП — 46.

## География
Деревня находится в северной части района на автодороге 41К-059 (Волхов — Бабино — Иссад), к югу от центра поселения, деревни Иссад.
Расстояние до административного центра поселения — 6 км.
Расстояние до ближайшей железнодорожной станции Волховстрой I — 28 км.
Деревня находится на правом берегу реки Волхов.

## Демография
| 1862 | 2002 | 2007 | 2010 | 2017 |
| ---- | ---- | ---- | ---- | ---- |
| 27   | ↗50  | ↘46  | ↗53  | ↘48  |

### Национальный состав
Согласно данным Всероссийской переписи населения 2021 года в деревне проживали 87 человек, из них:
 русские — 86, казахи — 1 человек.

## Достопримечательности
- Церковь Покрова Пресвятой Богородицы, каменная. Построена в 1737—1739 годах помещиком Дмитрием Григорьевичем Муравьёвым. Церковь и колокольня выполнены в стиле «восьмерик на четверике». Выявленный объект культурного наследия[23].
- Часовня Александра Свирского, деревянная, 2015 года постройки[24].

Также объектами культурного наследия на территории деревни признаны: усадьба Караулова; бывший господский дом; парк; жилой дом; здание каменной школы.